# Jean Papineau-Couture
Jean Papineau-Couture (født 12. november 1916 i Montreal, Canada, død 11. august 2000) var en canadisk komponist og musikvidenskabsmand.
Couture studerede på New England Conservatory of Music i Boston, hvor han tog sin eksamen i 1941. Han studerede hos Nadia Boulanger på Longy School of Music i Cambridge i Massachusetts. Jean Papineau-Couture begyndte at undervise i komposition på Conservatorie de Musique du Québec á Montreal, hvor han blev til 1962. Underviste også på Université de Montréal.
Han fik tildelt Order of Canada i 1968 og blev i 1989 Grand Officer of the National Order of Quebec. 
Han har komponeret en symfoni, Piéce concertante (1-4), klaverstykker og et væld af orkesterstykker.

## Værker
- Concerto Grosso (1943-1955) - for orkester
- Symfoni nr. 1 (1948-1956) - for strygeorkester
- Arie fra suiten (1949) - for violin
- Digt (1952) – for orkester
- Koncertante stykke - parts 1-4 (1957-1959) – for blandede instrumenter
- Ostinat (1952) - for orkester
- Preludie (1953) - for klaver
- Salme (1954) - for sopran, tenor, blandet kor, orgel og blæserere
- Lapitsky suite (1965) - for orkester
- Klaverkoncert (1965) - for klaver og orkester
- Passage (1968) - for 8 sangere, 8 højttalere og lille orkester
- Svingninger (1969) - for orkester
- Kontraster (1970) - for orkester
- Besættelser (1973) - for kammerorkester
- Ryd Obskur (1986) - for kontrabas og orkester
- Polar nat (1986) - for kontraalt og kammerorkester